# Blote billetjes in het gras
Blote billetjes in het gras (Блоте биллетьес ин хет грас, буквально с нидерл. «голые ягодицы в траве») — нидерландское блюдо, разновидность стамппота из отварного картофеля, белой фасоли, стручковой фасоли и копченой колбаски рокворст. Название происходит от вида белой фасоли (ягодицы) на фоне зелёной фасоли (трава).
Рецепт приобрел популярность в конце 90-х, когда мать футболиста Рууда Ван Нистелроя приготовила вариант этого блюда в передаче De Regenjas.